# Aulacizes conspersa
Aulacizes conspersa är en insektsart som beskrevs av Walker 1851. Aulacizes conspersa ingår i släktet Aulacizes och familjen dvärgstritar. Inga underarter finns listade i Catalogue of Life.